# Animus
L'animus est, pour le psychiatre suisse Carl Gustav Jung, créateur de la psychologie analytique, la part masculine de la femme. Il s'agit d'un archétype, donc d'une formation de l'inconscient collectif, qui a son pendant chez l'homme : l'anima. Cet archétype se manifeste tout au long de la vie, projeté inconsciemment, d'abord sur le parent du sexe opposé, puis sur les personnes rencontrées auxquelles sont alors prêtées les caractéristiques de cette image.

## Définition en psychologie analytique
Pour certaines femmes, parler ou parfois simplement évoquer le concept d’animus peut être « insupportable en elle » tout comme lorsque l’on parle à un macho de sa féminité ou de son anima. Pour ainsi dire l'animus pose un problème à l'animus [pas clair] car il n’y a pas socialement d’idée préconçue sur l’animus ; il oblige la femme à entrer dans un dialogue vrai ou dans un véritable travail sur elle-même. L'animus, quand il se manifeste, apparaît souvent comme antagoniste dans les rêves et les fantasmes sous les traits d'un homme séducteur ou diabolique, macho ou violeur, qui est porteur de valeurs masculines souvent très éloignées des valeurs féminines conscientes de la rêveuse. C'est au cours du processus d'individuation, souvent dans la seconde moitié de sa vie, que la femme se trouve confrontée à cette figure de son inconscient. Elle est obligée de quitter les discours pré-conçus (idéologie, opinions formatées) pour en chercher la source en elle-même. Carl Gustav Jung explique : 

« Chez la femme, à l'inverse, l'élément de compensation revêt un caractère masculin, et c'est pourquoi je l'ai appelé l'animus. Si, déjà, décrire ce qu'il faut entendre par anima ne constitue pas précisément une tâche aisée, il est certain que les difficultés augmentent quand il s'agit de décrire la psychologie de l'animus. (...) Le fait qu'un homme attribue naïvement à son Moi les réactions de son anima sans même être effleuré par l'idée qu'il est impossible pour quiconque de s'identifier valablement à un complexe autonome, ce fait qui est un malentendu se retrouve dans la psychologie féminine dans une mesure, si faire se peut, plus grande encore. (...) Pour décrire en bref ce qui fait la différence entre l'homme et la femme à ce point de vue, donc ce qui caractérise l'animus en face de l'anima, disons : alors que l'anima est la source d'humeurs et de caprices, l'animus, lui, est la source d'opinions ; et de même que les sautes d'humeur de l'homme procèdent d'arrière-plans obscurs, les opinions acerbes et magistrales de la femme reposent tout autant sur des préjugés inconscients et des a priori.  »

Les figures masculines de la catégorie de l’animus jouent le même rôle chez la femme que celle de l'anima chez l'homme. C’est pourquoi on la nomme la part masculine de la femme. Le processus d’individuation et l’acceptation de cet état de fait, aussi difficile pour la femme que pour l’homme, conduit aussi a un aboutissement de réalisation de soi par le processus d’individuation. De la même manière une rencontre a finalement lieu, mais avec l'homme sage.
D'après Elysabeth Leblanc dans son ouvrage La psychanalyse jungienne, l'Animus, comme l'Anima, comporte de stades selon le niveau psycho-affectif de la femme. Constituant l'animus, la part masculine de la femme, on peut trouver :
- 1er niveau : homme primitif  - par exemple Tarzan, l'athlète, Dionysos
- 2e niveau : homme d'action - Par exemple : Indiana Jones, un militaire ou un guerrier.
- 3e niveau : homme séducteur - Par exemple Don Juan
- 4e niveau : homme sage - Par exemple un dieu père, un guide.[3] »

« ... l'animus est aussi un être créateur, une matrice, non pas dans le sens de la créativité masculine, mais dans le sens qu'il crée quelque chose que l'on pourrait appeler un logos spermatikos - un verbe fécondant. De même que l'homme laisse sourdre son œuvre, telle une créature dans sa totalité, à partir de son monde intérieur féminin, de même le monde intérieur masculin de la femme apporte des germes créateurs qui sont en état de faire fructifier le côté féminin de l'homme. C'est là l'origine de la "femme inspiratrice" qui, si elle est mal formée, recèle aussi en elle la possibilité de devenir la pire des viragos »

## Animus: L'intérêt du dialogue avec son masculin pour la femme
Des auteur(e)s, tels qu'Eliane Jung-Fliegans, invitent les femmes à découvrir leur animus (part masculine) mais aussi leur propre violence :
«   La femme doit veiller sur son animus, sur sa nature. Si elle prend conscience de ses aspects négatifs et de l’influence qu’il exerce sur elle, elle peut affronter sa réalité au lieu d’en être possédée. L’animus devient alors un compagnon intérieur qui transmet les qualités masculines d’initiative, de courage, d’objectivité et de sagesse spirituelle.  »
Pour cela, explique-t-elle, il faut se connaître et se prendre en charge faute de quoi :
« Pour ne pas bouger nos croyances sommes-nous condamnés à la « guerre des sexes » réponse automatique à l’inacceptable différence? »
Pour donner du sens et devenir plus mature, la théorie jungienne préconise le dialogue intérieur:
« Il faut se cultiver dans l'art de se parler à soi-même, au sein de l'affect, et d'utiliser celui-ci, en tant que cadre de dialogue, comme si l'affect était précisément un interlocuteur qu'il faut laisser se manifester, en faisant abstraction de tout esprit critique...  »
Mais pourquoi la femme devrait elle entrer en dialogue avec cette part d'elle-même ?
«  La technique de la confrontation entre le Moi conscient et l'animus est, dans son principe, la même que dans le cas de l'anima, avec cette différence toutefois que ce ne sont plus des fantasmes et des caprices, mais des opinions que la femme doit considérer d'un œil critique, non, certes, pour les refouler, mais pour étudier leurs origines afin de pénétrer dans leurs arrière-plans obscurs, arrière-plans où elle rencontrera leurs images originelles, de façon tout à fait parallèle à ce qui se passe chez l'homme dans sa confrontation avec l'anima. »

## Animus: Quand le masculin de la femme libère la femme vraie.
Parmi les continuateurs récents, avec son concept de « femme sauvage », il y a Clarissa Pinkola Estés. Elle met à jour une restitution des plus novatrices de la psyché féminine à notre époque. La « femme sauvage » étant la femme qui, en paix avec son animus (le masculin de la femme), aurait réussi à se libérer et à faire « jaillir » naturellement la force et la puissance intérieure et profonde de femme.
« Chaque femme porte en elle une force naturelle riche de dons créateurs, de bons instincts et d’un savoir immémorial. Chaque femme a en elle la Femme Sauvage. Mais la Femme Sauvage, comme la nature sauvage, est victime de la civilisation. La société, la culture la traquent, la capturent, la musellent, afin qu’elle entre dans le moule réducteur des rôles qui lui sont assignés et ne puisse entendre la voix généreuse issue de son âme profonde. »
Ce n'est qu'après avoir compris le versant masculin que possède chaque femme, après l'avoir accepté, et en le dépassant (la femme quitte par exemple une guerre intellectuelle qu'elle mène depuis l'enfance) qu'elle devient femme pour de vrai par un processus d'individuation.
« Pourtant, si éloignés que nous soyons de la Femme Sauvage, notre nature instinctuelle, nous sentons sa présence. Nous la rencontrons dans nos rêves, dans notre psyché. Nous entendons son appel. C’est à nous d’y répondre, de retourner vers elle dont nous avons, au fond de nous-mêmes, tant envie et tant besoin. […] La femme qui récupère sa nature sauvage est comme les loups. Elle court, danse, hurle avec eux. Elle est débordante de vitalité, de créativité, bien dans son corps, vibrante d’âme, donneuse de vie. Il ne tient qu’à nous d’être cette femme-là. »
Clarissa Pinkola Estés montre la voie pour chaque femme, à se découvrir et à découvrir une voie en elle qui propose finalement un dépassement. Elle invite à la découverte de cette partie de l'être féminin propre à chaque femme mais cette invitation n'est pas juste une connaissance intellectuelle de plus, sur l'existence d'un concept ou des termes « femme sauvage », mais une entrée dans un cheminement afin d'avoir conscience et de ressentir cette force intérieure et cet état d'être, que toute femme peut ressentir après un long et difficile cheminement.
Elles peuvent y être aidées lors d'une psychothérapie avec un(e) psychothérapeute compétent(e), ayant lui(elle)-même pu le vivre par une approche issue de la psychologie analytique. Ces retrouvailles avec le masculin peuvent se faire même si on a été blessé (fût-ce par un ou des hommes) :

Car dit-elle :
« Les loups, même malades, même acculés, même seuls ou effrayés, vont de l’avant. […] Ils donneront toutes leurs forces pour se traîner si nécessaire d’un endroit à l’autre, jusqu’à ce qu’ils aient trouvé un bon endroit pour guérir et pour revivre. La nature sauvage va de l’avant. Elle persévère. »

## Traits de caractère (généraux) de l'animus

### Introduction aux traits généraux
Les textes de la psychologie analytique permettent une « découverte de l’âme » c'est-à-dire qu'elle permet une approche et donne des informations générales. Par exemple elle répond à la question, « qu'est-ce-que l'âme des femmes ? ». Mais cette approche invite à une « découverte de notre âme (personnelle) ».
En plus des textes qui nous apprennent ce que serait l’âme humaine, cette psychologie-là nous invite à découvrir la nôtre. Cette démarche, beaucoup plus courageuse que la simple lecture de texte sur l'âme humaine, se fait par l'analyse car on se heurte parfois à la part d'ombre (concept) qui est en nous-mêmes. Si on entre dans une vraie démarche de travail sur soi, on peut alors entrer dans un développement personnel plus sincère.
Contrairement à l'opinion (souvent de l'animus), la simple approche intellectuelle (lecture) des traits de caractère de l'animus ne constitue pas un processus d'individuation ni de maturation de la femme. Néanmoins les textes jungiens nous livrent les caractéristiques les plus présentes dans l'animus de la femme et peuvent faire accéder certaines femmes à une sensibilisation d'elle-même. L'animus est comme « une assemblée de pères », il se comporte comme « une somme d'opinion », comme « un homme créateur dans la femme ».

### Animus: une assemblée de pères
« L'animus est quelque chose comme une assemblée de pères ou d'autres porteurs de l'autorité, qui tiennent des conciliabules et qui émettent ex cathedra des jugements « raisonnables » inattaquables. Mais, à y regarder de plus près, ces jugements prétentieux sont pour l'essentiel un amoncellement de mots et d'opinions qui se sont accumulés dans l'esprit de la petite fille, puis de l'adolescente depuis l'enfance, et qui, recueillis, choisis et collectionnés peut-être inconsciemment, finissent par former un canon, une espèce de code de vérités banales, de raisons et de choses « comme il faut ». Cette codification du raisonnable correspond donc à une réserve de préjugés ; et dès qu'un jugement conscient, compétent et valable manque (ce qui, dans les complications de la vie, est souvent le cas), il y est fait appel comme à un arsenal inépuisable d'opinions disparates où l'on trouvera celle qui semblera convenir à la situation donnée. Ces opinions apparaîtront, tantôt sous forme de ce qu'il est convenu d'appeler le bon sens, tantôt sous forme de principes, emblèmes de l'éducation reçue. Et la femme dira par exemple : « C'est ainsi que cela s'est fait depuis toujours », ou encore : « Mais tout le monde dit que...» »

### Les opinions de l'animus

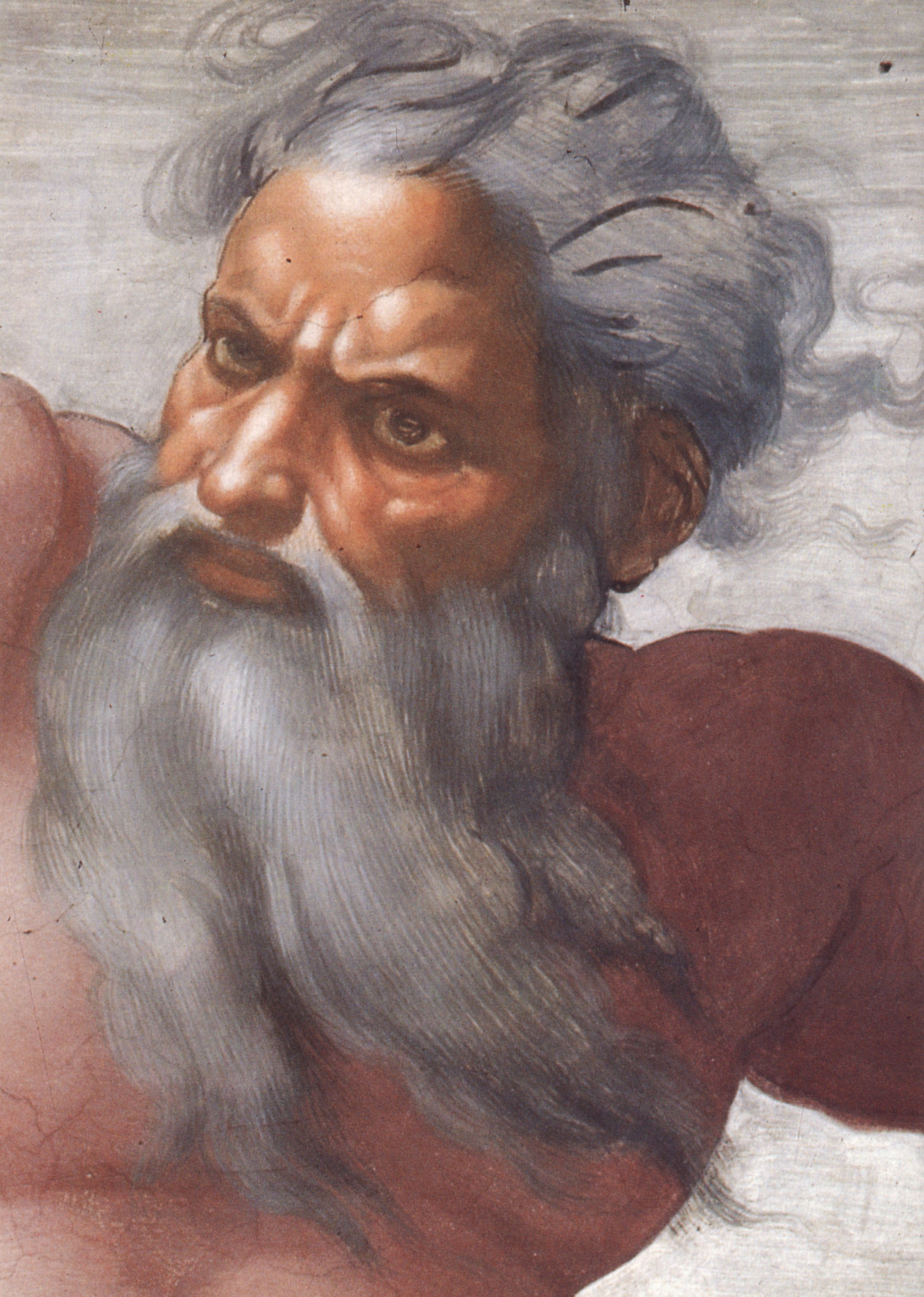

« Les opinions de l'animus ont très souvent le caractère de convictions solides, qui ne sont pas faciles à ébranler, ou de principes d'allure intouchable, de valeur apparemment infaillible. Si nous soumettons ces opinions à l'analyse, nous nous heurtons tout d'abord aux préjugés inconscients qui les motivent et qu'il nous faut inférer : je veux dire que la femme sent et pense les opinions acerbes qu'elle émet comme si ces préjugés existaient réellement. En réalité, ces opinions ne sont ni motivées, ni le fruit d'un acte de pensée; elles existent toutes faites, comme préfabriquées et prêtes à la consommation ; elles sont présentes dans l'être mental de la femme, qui les formule et les répète parce qu'elles ont dans son esprit un tel caractère de réalité et une telle force de conviction immédiate qu'elle n'est même pas effleurée par l'idée de les soumettre à la possibilité d'un simple doute. »

### Projections de l'animus
« Les hommes sur qui l'animus est le plus susceptible de se projeter, les plus aptes par suite à servir de réceptacle à la projection de l'animus, devront être d'un genre tel que la femme en mal de projection puisse y voir une réédition vivante du Bon Dieu, des hommes qui savent tout, qui comprennent tout ; ou bien il s'agira de novateurs méconnus, disposant de grands charmes rhétoriques où l'humain trop humain ne s'entrelacera que trop fréquemment avec une terminologie pompeuse, du genre « du vécu créateur ».
Car ce serait en effet caractériser insuffisamment l'animus que de n'y voir qu'une manière de conscience collective conservatrice : l'animus est aussi un novateur qui, tout à l'opposé de ses opinions codifiées par l'usage, témoigne d'une incroyable faiblesse pour les termes inconnus et difficilement compréhensibles, pour les « grands mots. »